# آيت فرح (فركلة العليا)
آيت فرح هي إحدى مشيخات المملكة المغربية، تتبع جغرافيا لإقليم الرشيدية وإداريًا لفركلة العليا. يقدر عدد سكانها بـ 2594 نسمة حسب الإحصاء الرسمي للسكان والسكنى لسنة 2004.